# Playdate
Playdate ist eine 2022 veröffentlichte Handheld-Spielekonsole des US-amerikanischen Softwareherstellers und Computerspielpublishers Panic Inc. Die Veröffentlichung des 2019 angekündigten Retro-Handheld war zunächst für 2020 geplant, wurde jedoch erst um ein Jahr, später erneut auf 2022 verschoben.

## Name
Der Begriff Playdate (dt. in etwa ‚Spielverabredung‘) bezeichnet insbesondere im amerikanischen Sprachgebrauch ein verabredetes Treffen von Kindern, um einige Stunden zusammen zu spielen. Der Name spielt auf die regelmäßig erscheinenden Spiele für die Konsole an.

## Hardware

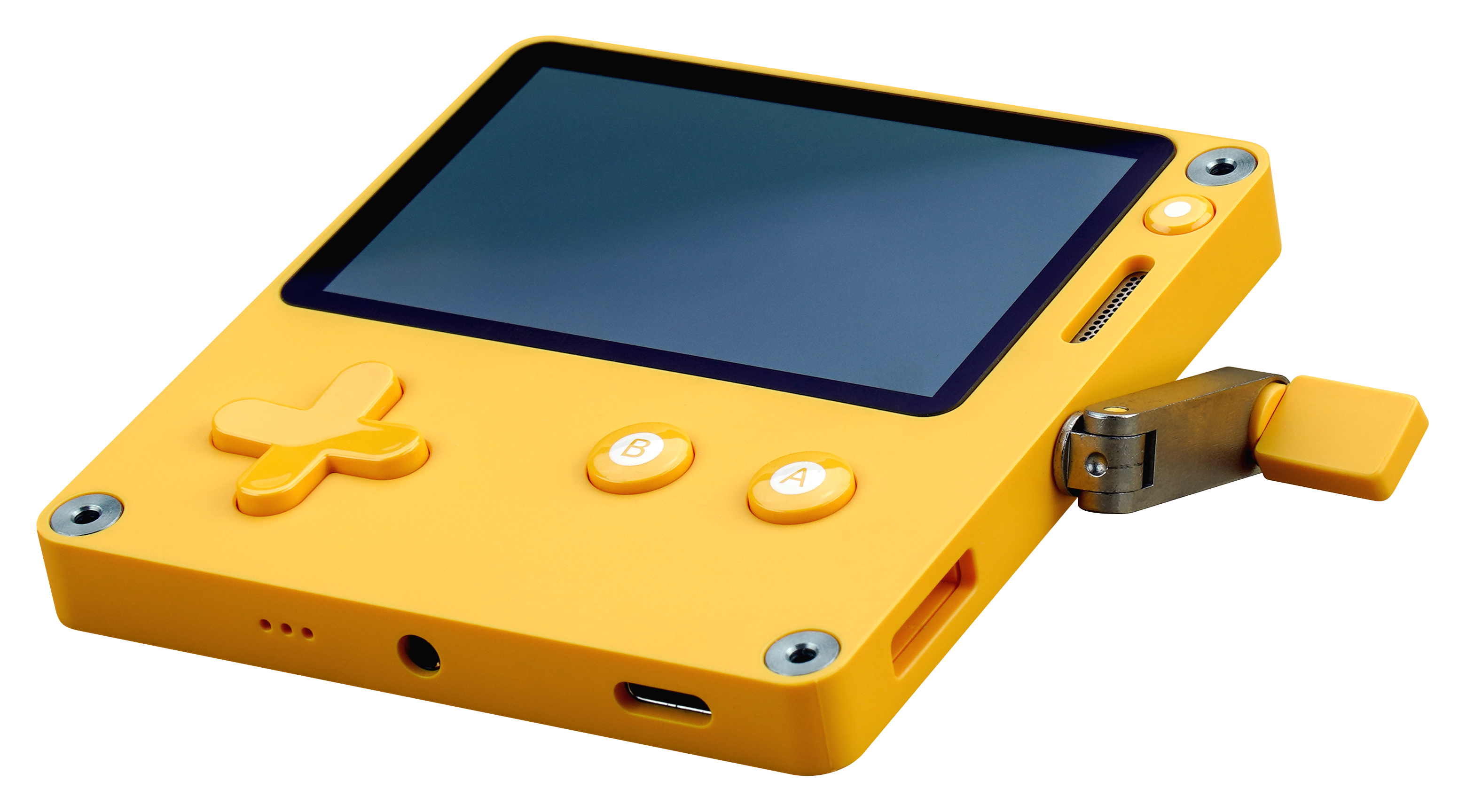
Playdate mit ausgeklappter Kurbel

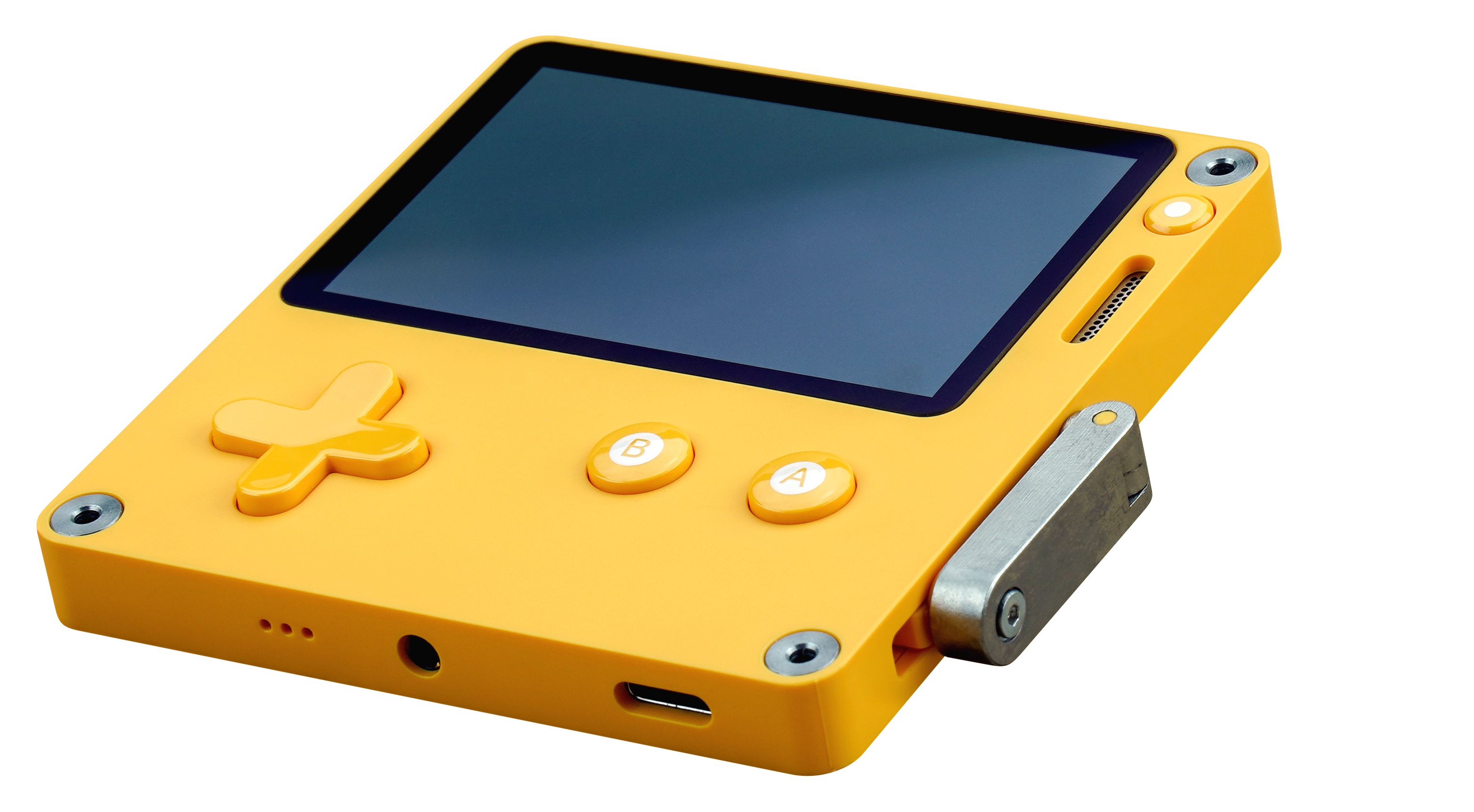
Playdate mit eingeklappter Kurbel

Charakteristisch für die Spielkonsole ist das Design, das in Zusammenarbeit mit dem schwedischen Unterhaltungselektronik-Unternehmen Teenage Engineering entstand. Das Gehäuse ist 76 mm breit, 74 mm hoch und 9 mm stark, dabei wiegt es 86 g. Während es auf der Vorderseite zwei Tasten und ein Steuerkreuz aufweist, ist an der rechten Seite des Metallgehäuses eine Kurbel angebracht, die innovative Eingabemöglichkeiten erlauben soll.
Diese dient nicht etwa zum Aufladen des Akkus, sondern stellt ein dediziertes Bedienelement dar. Sie ist technisch durch einen Magneten in einem stationären Hall-Sensor realisiert. Beim Kurbeln erzeugt dieser ein analoges Eingabesignal, das softwareseitig auf verschiedene Weisen genutzt werden kann.
Der Bildschirm ist ein 2,7-Zoll-großer LC-Bildschirm mit 1-Bit Farbtiefe. Demnach können, ähnlich einem E-Ink-Display, lediglich schwarz und weiß dargestellt werden, ohne jegliche Abstufungen. Die Bildschirmauflösung beträgt 400 × 240 Pixel, womit der Bildschirm über eine Pixeldichte von 173 PPI verfügt. Eine integrierte Beleuchtung für den Bildschirm ist nicht verbaut. Um den Bildschirm und das Gerät zu schützen, kann man zusätzlich eine Schutzhülle erwerben. Diese wird mit Magneten am Playdate befestigt. Intern sind 16 MB Arbeitsspeicher und 4 GB Flash-Speicher installiert, ohne eine Möglichkeit diesen nachträglich zu erweitern.
Das Playdate verfügt über WLAN- und Bluetooth-Konnektivität sowie über einen USB-C- und einen Klinkenanschluss. Die Energieversorgung wird durch einen eingebauten Akku gewährleistet, der eine Laufzeit von bis zu 14 Tagen im Standby-Modus und bis zu acht Stunden Spielzeit ermöglicht. Über die eigentliche Konsole hinaus befindet sich eine magnetische Docking-Station mit kabelloser Ladefunktion und Stereo-Lautsprechern Stand 2023 noch in Arbeit.

## Software
Das Betriebssystem des Playdate ist offen gehalten und soll so das Installieren nicht durch den Hersteller autorisierter Software ermöglichen. Ein webbasiertes Werkzeug namens Pulp zur Entwicklung eigener Software in der Programmiersprache PulpScript wird vom Hersteller bereitgestellt. Das Interface des Tools ist von Adam Le Doux’ virtueller Plattform Bitsy inspiriert. Außerdem steht ein Software Development Kit und ein Playdate Simulator für die Entwicklung eigener Software in den Programmiersprachen C und Lua zur Verfügung.

### Spiele
Eine Auswahl von Spielen für das Playdate wird ab Registrierung bei Inbetriebnahme der Konsole in regelmäßigen Abständen automatisch heruntergeladen und auf dem Gerät installiert. Die Kosten sind bereits im Kaufpreis des Playdate inbegriffen. Die einzelnen Spiele werden sowohl von Panic selbst, als auch von mehreren namhaften Indie-Entwicklern beigesteuert.

#### Season One
Die erste Season enthält 24 Spiele, von denen dem Spieler nach Erhalt seines Playdate jeweils zwei neue pro Woche freigeschaltet werden. Darüber hinaus steht eine Vorabversion der von Animal Crossing inspirierten Lebenssimulation Bloom zum Download zur Verfügung.
- Whitewater Whipeout
- Casual Binder
- Crankin’s Time Travel Adventure
- Boogie Loops
- Lost Your Marbles
- Pick Pack Pup
- Flipper Lifter
- Echoic Memory
- Hyper Meteor
- Zipper
- Demon Quest 85
- Omaze
- Executive Gold DX
- Questy Chess
- Star Sled
- Saturday Edition
- Snak
- Sasquatchers
- Inventory Hero
- Spellcorked
- Battleship Godios
- Forrest Byrnes: Up In Smoke
- B360
- Ratcheteer

#### Catalog
Weitere 16 Spiele wurden im März 2023 mit der Einführung des Catalog, einem Software-Store auf der Konsole, vorgestellt.
- A Joke That's Worth .99¢ (kamibox)
- Bloom (RNG Party)
- Carve Jr. (Chuhai Labs)
- Direct Drive (DAC Vector)
- Down the Oubliette (Rebecca König)
- Eyeland (Ron Lent)
- Grand Tour Legends (Iorama)
- Hidey Spot (Panic)
- Playmaker (Dustin Mierau)
- Recommendation Dog!! (Sweet Baby Inc.)
- Reel Steal (Sweet Baby Inc.)
- Skew: A The Last Worker Spinoff (Oiffy)
- Swap Machina (NaOH & Zion D. Hill)
- Tapeworm Disco Puzzle (Lowtek Games)
- The Botanist (Cadin Batrack)
- Word Trip (Shaun Inman, Matthew Grimm und Charlie Davis)

Seitdem werden monatlich weitere Spiele in Form eines "Catalog Drop" hinzugefügt. Außerdem erhielt der Catalog eine Suche, Kategorien und eine Wunschliste. Bei neuen Veröffentlichungen auf der Wunschliste wird der Nutzer per E-Mail informiert. Sollte mal ein Spiel nicht im Catalog verfügbar sein, verweist Panic weiterhin auf Spiele von Indie-Entwicklern auf itch.io und weiteren Websites, die es schon vor dem Catalog gab.

## Veröffentlichung
Erstmals vorgestellt wurde das Playdate im Rahmen einer Titelstory des britischen Videospielmagazins Edge am 23. Mai 2019. Am 29. Juli 2021 startete der Vorverkauf des Playdate. Innerhalb von weniger als 20 Minuten verkauften sich über 20.000 Exemplare, womit die Produktionskapazitäten für 2021 ausgelastet waren. Es wurden weiterhin Bestellungen zur Auslieferung im Jahr 2022 angenommen. Eine Begrenzung der insgesamt produzierten Stückzahlen sei nicht vorgesehen und werde sich der Nachfrage anpassen.
Im März 2023 gab Panic die Bereitstellung einer Möglichkeit zum käuflichen Erwerb weiterer Spiele direkt auf der Konsole bekannt. Der „Catalog“ genannte Shop soll mit 16 neuen Titeln im Preisbereich zwischen 1 und 15 US-Dollar je Spiel starten. Gleichzeitig werde der Verkaufspreis für die Konsole ab April 2023 um 20 US-Dollar von 179 auf 199 erhöht.
Seit Ende 2023 muss die Konsole nicht mehr vorbestellt werden und ist ohne lange Wartezeit regulär über den Onlineshop verfügbar. Im selben Zug veröffentlichte Panic eine Schutzhülle in der Farbe Aqua und passte die Farbe der Website kurzzeitig an. 

## Rezeption
Im Juli 2021 berichteten diverse internationale Fachportale, nachdem der Hersteller Vorabmodelle des Playdate mit einer Auswahl an vier vorinstallierten Spielen bereitstellte. Insgesamt war der Eindruck sehr positiv, jedoch sei ein Kernaspekt der Konsole, nämlich der wöchentliche Nachschub an neuen Spielen, erst ab Veröffentlichung zu erleben. Polygon vergleicht die investierte Energie und Originalität hinter dem Playdate mit der von neuen Konsolen des Branchenriesen Nintendo.
IGN sieht Chancen hinter der neuartigen Eingabe mittels Kurbel und zieht Vergleiche zum Nintendo DS, der erstmals Spiele mit Touch-Steuerung zuließ und Entwickler so vor neue Herausforderungen, aber auch Möglichkeiten stellte. Dass die Plattform offen für Entwickler gehalten werden soll, wird deshalb Antrieb für die Zukunft der Plattform sein. The Verge fällt auf, dass, obwohl die Eingabemöglichkeiten sehr begrenzt sind, die in der Vorabversion enthaltenen Probespiele jeweils völlig unterschiedliche Spielkonzepte aufwiesen. Im Bericht von GameSpot wird der sehr gegensätzliche Ansatz zu anderen aktuellen und innovativen Spielkonsolen wie dem Steam Deck und der Nintendo Switch gelobt.
Kritisiert wird mitunter, dass bereits unter den vier in der Vorabversion enthaltenen Spielen bereits langweilige dabei gewesen seien. Aufgrund der leistungsschwachen Hardware sei das Playdate außerdem kein Blick in die Zukunft der Computerspiele und Videospielkonsolen, für geneigte Spieler aber ein nostalgischer Blick in die Vergangenheit. Wired bemängelt die fehlende Bildschirmbeleuchtung als unpraktisch. In Zeit Online wird das Playdate als „Hipsterfänger“ und Gegenentwurf zu Valves im selben Jahr erschienenen Steam Deck bezeichnet. „Alles, wirklich alles an Playdate schreit: ‚Kauf mich, denn ich bin anders!‘“
iFixit zerlegte das Playdate in seine Einzelteile und bewertete dessen Reparierbarkeit mit 6 aus 10 Punkten, wobei 10 die leichteste Reparierbarkeit bedeutet. Positiv bewertet wurden das mit standardmäßigem Werkzeug zu öffnende Gehäuse und der leicht austauschbare Akku. Viele der anderen Komponenten sind jedoch fest miteinander verbunden oder direkt auf die Hauptplatine gelötet, was den Austausch einzelner Teile erschwert.